# Бланш Бургундска
Бланш Бургундска (ок.1296 – април 1326) е кралица на Франция и Навара за няколко месеца през 1322 г.

## Произход
Дъщеря е на графа на Бургундия Ото IV и на Матилда д`Артоа, известна още като Мао д`Артоа, графиня на Артоа. Сестра е на Роберт, граф на Бургундия, и Жана Бургиндска, пфалцграфиня на Бургундия и съпруга на Филип V (крал на Навара и Франция).

## Брак, съдебен процес и анулиране

### Брак с Шарл IV
През 1308 г. Бланш е омъжена за третия син на крал Филип IV Хубави и Жана I Наварска Шарл, бъдещия крал Шарл IV.
По съобщения на хронисти от това време, Шарл безумно обича Бланш, затова за него става истински удар, когато узнава за нейната измяна.

### Изневяра
През 1314 г. Бланш е обвинена заедно със сестра си Жана Бургундска и етърва си Маргьорит Бургундска в съпружеска изневяра. Целомъдреният Филип IV побеснява от ярост, разбирайки от своята дъщеря Изабела Френска, кралицата на Англия, за измяната на своите снахи, той предава на историята гласност и подвежда Бланш и Маргьорит (жена на Луи Х) на публичен съд. Осъждат ги на доживотен затвор и ги задължават да присъстват на екзекуцията на своите любовници – рицарите Филип и Готие д’Оне.
Шарл IV през целия си живот е слабохарактерен и доста ограничен човек. Той се опитва да се застъпи за своята жена, но всички перове на Франция застават против него, въпреки че първата в съвета на перовете е графиня Матилда д'Артоа, майка на Бланш – Шарл е само най-малкия син на краля Филип IV и няма никаква политическа заинтересованост към брака между него и дъщерята на графиня Матилда. Скандалът с измяната на Бланш и Маргьорит по волята на съдбата впоследствие довежда до драматични последствия за Франция.
След като се признава за виновна, Бланш е затворена за седем години, като след изтичането на този срок ѝ е разрешено да се замонаши.

### Наказание и затвор
Маргарита и Бланш Бургундска са заключени в замък Шато-Гайар. През 1315 година пред очите на Бланш убиват нейната съкамерница Маргьорит Бургундска, след което съзнанието ѝ се нарушава. По съобщение на хрониста Гийом дьо Нанжи, Бланш забременява в затвора.
Тя е все още в затвора, когато става кралица на Франция на 21 февруари 1322 г., Шарл IV отказва да я помилва и на 19 май същата година бракът им е анулиран от папа Йоан XXII.
Бланш умира в абатство Мобюисон около Понтуаз, Франция през април 1326 г.

## Бланш във френската литература
Бланш Бургундска е една от героините от цикъла исторически романи „Прокълнатите крале“ на френския писател Морис Дрюон и драмата „Нелската кула“ на Александър Дюма.